# Wakanda
Wakanda je fiktivní království několika kmenů ze světa Marvel Comics a MCU. Je domovskou zemí marvelovského hrdiny jménem Black Panther. Dle popisu z komiksu leží v subsaharské Africe. Je proslulá svými pokročilými technologiemi díky vesmírnému prvku – vibraniu. Wakanda se poprvé objevila v komiksu Fantastická čtyřka # 52 (červenec 1966) a stát vymysleli Stan Lee a Jack Kirby.
Wakanda se objevila v komiksech a různých mediálních adaptacích, včetně filmů Marvel Cinematic Universe Captain America: Civil War (2016), Black Panther (2018), Avengers: Infinity War (2018) Avengers: Endgame (2019) a Black Panther: Wakanda nechť žije (2022).Wakanda je vysoce rozvinutá země, která je technologicky nejpokročilejším národem na zemi.

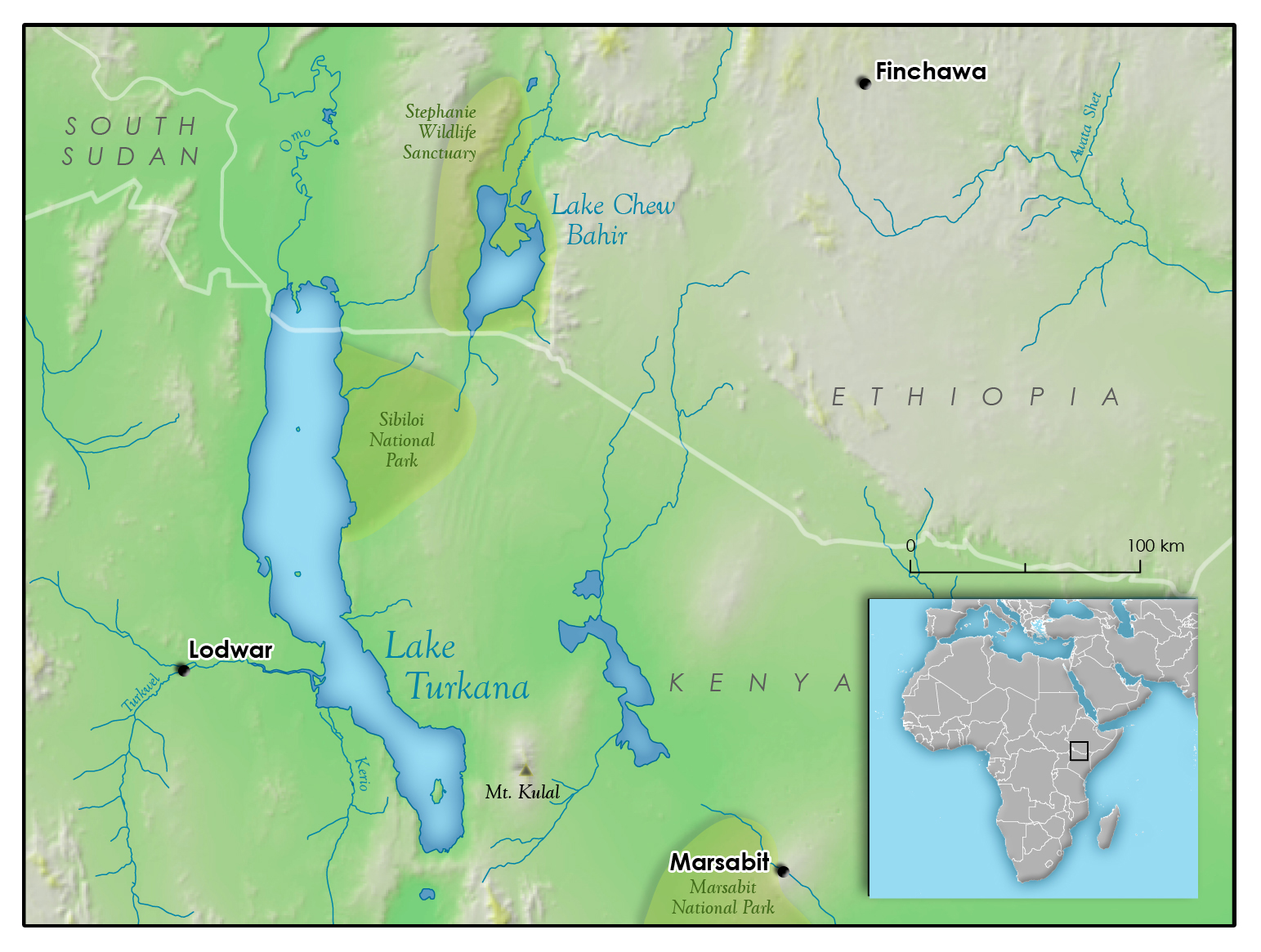
Pravděpodobná poloha Wakandy

## Název a jazyk
Marvel Comics se inspiroval zvyky indiánského kmene Siouxů, kteří uctívají boha Wakanda (též Wacoinda, Wakandas), a fiktivním africkým kmenem Kamba z románu The Man-Eater od Edgara Rice Borroughse. V komiksu má Wakanda tři oficiální jazyky: Wakandštinu, Yorubštinu a Hauštinu. V Marvel Cinematic Universe jsou postavy z Wakandy zobrazeny mluvením jiho-východoafrickým jazykem Xhosa. Kmen Jabari je zobrazen tak, že mluví dialektem podobným Igbo z Nigérie.

## Poloha
Fiktivní Wakanda se nachází v Africe, avšak její přesná poloha se měnila v celé historii publikace: některé zdroje umístili Wakandu severně od Tanzanie, přesněji k Burundi, zatímco jiné - jako například Marvel Atlas # 2 - ukázat polohu na severním konci jezera Turkana, mezi Jižním Súdánem, Ugandou, Keni a Etiopií (a je obklopen fiktivními zeměmi). Ve vesmíru Marvel Cinematic používají mapy na obrazovce místo uvedené v Marvel Atlas # 2.
Režisér Ryan Coogler uvedl, že jeho zobrazení Wakandy ve filmu Black Panther z roku 2018 bylo inspirováno jihoafrickým lesotským královstvím.
V nedávných příbězích spisovatele Ta-Nehisiho Coatese se Wakanda nachází u Viktoriina jezera, (v sousedství fiktivních zemí: Mohanndy, Kanaánu, Azánie a Nigandy). On umisťuje tyto národy většinou do prostor východní poloviny Demokratické republiky Kongo.
Birnin Zana je jejich hlavní město. V Birnin Zana se obyvatelé přepravují převážně pěšky a ulice jsou bez aut, s výjimkou příležitostného výskytu (autobusových) raketoplánů. Celé město je docela podobná konceptu Woonerf, přístupu k designu veřejného prostoru, který začal v Nizozemsku v 70. letech. Vlaky (využívány k dálkové dopravě) jsou vidět nad městem a kolem něj. Wakandské budovy obsahují některé tradiční africké prvky (tj. doškové střechy a visuté zahrady) na některých z nejvyšších staveb.

## Historie
Před mnoha staletími vedlo pět afrických kmenů válku o oblast, do které před dávnými časy spadl meteorit, který byl bohatý na unikátní kov vibranium. Během války jeden bojovník pozřel výtažek z rostliny, jež měla srdčitý tvar. Rostlina mu dala zvláštní schopnosti – zvýšila mu mentální a fyzickou sílu a odolnost. Z válečníka se stal první "Black Panther" (lidově Bashenga). Tento válečník sjednotil čtyři z pěti kmenů a založil státní útvar Wakandu. Jediný kmen, který se odmítl podřídit byli Jabari, kteří odešli do blízkých hor. Wakanďané využili vibranium na výrobu pokročilých technologií a strojů protože T'Chaka prodával nepatrná množství cenného vibrania a zároveň tajně posílal nejlepší vědce ze země k studiu do zahraničí, čímž se Wakanda stala technologicky nejpokročilejší národ na světě. Současně vyvinuli maskovací zařízení, které jim pomohlo se skrýt před okolním světem a ukrýt tak svou futuristickou technologii před válčícím světem. Nakonec však průzkumník Ulysses Klaue najde cestu do Wakandy. Když je Klaue chycen, zabije T'Chaku, a prchá z Wakandy, při útěku je zraněn a přijde o ruku. Tento incident je před okolním světem utajen a díky tomu ostatní mocnosti stále považují Wakandu za zemi třetího světa.
Wakanda má neobvykle vysokou míru mutace kvůli nebezpečně mutagenním vlastnostem vibrania jež je hluboko pod zemí. Vibraniové záření prostoupilo velkou částí wakandské flóry a fauny díky čemuž vznikla byliny ve tvaru srdce, kterou poté začali konzumovat pouze členové kultu Black Pantera. (ačkoli T'Challa kdysi dovolil umírajícímu Spider-Manovi, aby ji snědl v naději, že mu to pomůže vyrovnat se s záhadnou nemocí) (komiksová událost, není součást MCU).
V komiksových příbězích se Wakanda musela vypořádat s mnoha událostmi jež ji ohrožovali. Např.: s invazí Skrullů v "Secret war", i s Namorovým útokem na Wakandu (z důvodu že se zde skrývají Avengers), a zničí velkou část země přílivovou vlnou.

## Administrativní členění a politická správa
Wakanda je absolutistická monarchie, v jejímž čele stojí král Wakandy. Tento titul získal v rituálním souboji u vodopádů. Má k dispozici Radu, kde její představitelé s králem konzultují vnitřní i zahraniční otázky a souží králi jako poradci. Král sídlí v hlavním městě zvaném Birnin Zana (též nazýváno jako Zlaté město), kde se schází též již zmíněná Rada.
Wakanda je rozdělena mezi 5 tradičních kmenů:
| Název provincie | česky          | hlavní obživa kmene          |
| --------------- | -------------- | ---------------------------- |
| River Tribe     | Říční kmen     | zemědělství a rybářství      |
| Merchant Tribe  | Kmen kupců     | obchod                       |
| Mining Tribe    | Těžební kmen   | těžba vibrania a jeho výzkum |
| Border Tribe    | Klan hraničářů | ochrana hranic               |
| Jabari Tribe    | Kmen Jabariů   | tradiční život v horách      |